# One Welfare
One Welfare ist ein Konzept, das die wechselseitigen Beziehungen zwischen Tierwohl, menschlichem Wohlbefinden und der Umwelt hervorhebt. Es betont, dass eine Verbesserung des Tierwohls oft auch das menschliche Wohlbefinden und die ökologische Nachhaltigkeit positiv beeinflusst und umgekehrt. Ziel ist eine transdisziplinäre Zusammenarbeit, um globale Ziele wie Ernährungssicherheit, Nachhaltigkeit, die Reduzierung menschlichen Leids und eine verbesserte Produktivität im Agrarsektor zu erreichen.

## Erläuterung
Das Konzept geht davon aus, dass Tierwohl und menschliches Wohlbefinden eng miteinander verbunden sind und sich gegenseitig beeinflussen. Probleme wie Vernachlässigung von Tieren, Tierquälerei oder Krankheiten bei Tieren können negative Auswirkungen auf die Gesundheit und das Wohlbefinden von Menschen haben.
Eine weitere Idee hinter "One Welfare" ist, dass Tier- und Menschenwohl auch von einer gesunden Umwelt abhängen. Umweltfaktoren wie Klimawandel, Biodiversitätsverlust oder Umweltverschmutzung können sowohl Tiere als auch Menschen negativ beeinflussen.
Ein weiterer Ansatz erfordert die transdisziplinäre Zusammenarbeit verschiedener Fachrichtungen wie Veterinärmedizin, Humanmedizin, Umweltwissenschaften, Sozialarbeit und Psychologie. Nur durch eine gemeinsame Anstrengung können die komplexen Zusammenhänge zwischen Tierwohl, Menschenwohl und Umwelt effektiv angegangen werden.
Ein "One Welfare"-Format kann beispielsweise bei der Bekämpfung von Zoonosen (Krankheiten, die von Tieren auf Menschen übertragen werden können), bei der Förderung von nachhaltiger Landwirtschaft oder bei der Unterstützung von Tierhaltern in schwierigen Lebenssituationen angewendet werden.

## Abgrenzung bzw. Unterscheidung zu "One Health"
Während sich One Health hauptsächlich auf die Gesundheit von Mensch und Tier und deren Übertragung von Krankheiten konzentriert, geht "One Welfare" einen Schritt weiter, indem es auch das menschliche Wohlbefinden und die Umwelt stärker einbezieht.

## Ziel
Zusammengefasst ist das Konzept ein ganzheitlicher Ansatz, der die wechselseitigen Beziehungen zwischen Tierwohl, Menschenwohl und Umwelt anerkennt und fördert, um so eine nachhaltige und positive Entwicklung für alle Beteiligten zu erreichen.